# گرجی‌دوست
گرجی‌دوست یا کارْتْوِلُفیلْ (به گرجی: ქართველოფილი) به اشخاص غیر گرجی گفته می‌شود که نسبت به گرجی‌ها، فرهنگ آنان، زبان آنان، تاریخ آنان، کشور آنان و به طور کلی نسبت به تمام موارد مربوط به مردم گرجی از قبیل خط، خوشنویسی، ادبیات، رقص، موسیقی، هنر، سینما و ... علاقمند باشند.

## گرجی‌دوستان برجسته
- ژان شاردن
- الکساندر دوما
- میهای زیچی
- هاینریش بل
- Marjory Wardrop
- Oliver Wardrop
- ماری-فلیسیته بروسه
- Michael McFaul
- فدریکو فلینی
- فرانسیس فورد کوپولا
- Anastasia Zavorotnyuk
- ویکتوریا لوپیروا
- الدار ریازانوف